# Jean-François Domergue
Pour les articles homonymes, voir Domergue.
Jean-François Domergue, né à Bordeaux le 23 juin 1957, est un footballeur international français, devenu entraîneur puis dirigeant. 
En quinze ans de carrière, ce défenseur dispute 501 matchs professionnels (dont 445 matchs de première division) et marque 62 buts. Il est sélectionné à neuf reprises en équipe de France, avec laquelle il devient champion d'Europe de football en 1984.

## Carrière
Formé aux Girondins de Bordeaux, Jean-François Domergue y commence sa carrière comme arrière gauche. Après deux années d'apprentissage, il devient titulaire en défense au cours de la saison 1977-1978 au sein d'une équipe qui progresse dans la hiérarchie du football français. Devant le risque de perdre sa place avec le recrutement prestigieux réalisé par le club (Marius Trésor notamment), il signe en 1980 un contrat de trois ans avec le Lille OSC. Il y remporte le tournoi international amical de la communauté urbaine de Lille en 1981, en marquant en finale. 
Devenu un joueur réputé de première division, il enchaîne 188 matches consécutifs de championnat entre avril 1981 et février 1986 sous les maillots de Lille, Lyon (avec lequel il connaît la relégation en 1983, malgré ses huit buts en championnat) et Toulouse. Sélectionné de dernière minute au championnat d'Europe des Nations en 1984, il rentre en cours de jeu à la place d'Yvon Le Roux, blessé, au cours du premier match face au Danemark et ne quitte plus l'équipe. Il participe donc aux cinq matchs de la compétition et inscrit même un doublé en demi-finale contre le Portugal. 
Il signe en 1986 à l'Olympique de Marseille pour occuper le poste de libéro. Il y découvre la coupe d'Europe avec la Coupes des Coupes et une élimination en demi-finale contre l'Ajax Amsterdam. Grâce à ces performances, il est à nouveau sélectionné à trois reprises, en équipe de France.
Après deux saisons marseillaises,  il rejoint le promu du SM Caen, qui découvre pour la toute première fois la Division 1. Son expérience lui permet de contribuer largement à maintenir le club caennais parmi l'élite lors de cette saison 1988-1989. Il arrête sa carrière en début de saison suivante en raison de désaccords avec l’entraîneur, Robert Nouzaret.  
Reconverti comme dirigeant, d'abord à Caen puis au Paris SG (recruteur puis directeur général adjoint de juin 1992 à décembre 2000), il devient en 2000 l'entraîneur du Havre AC, qu'il fait monter en première division après deux saisons.
En 2002, il est pressenti comme possible successeur de Roger Lemerre à la tête de l'équipe de France (c'est finalement Jacques Santini qui sera choisi).
En 2004, il rejoint le Montpellier HSC en Ligue 2, où il est démis de ses fonctions le 24 avril 2007 à quatre journées de la fin du championnat- et remplacé par Rolland Courbis par le président du club, Louis Nicollin, en raison de la place de relégable qu'occupe alors Montpellier. Il reste cependant au sein du club héraultais ou il est nommé manager adjoint du centre de formation. Il devient directeur de ce même centre de formation en juillet 2009.
Sa bonne amitié avec Michel Platini lui fait quitter le club de Montpellier en décembre 2013, pour entrer à l'UEFA (c'est Henri Stambouli qui lui succède). À partir de janvier 2014, il y occupe un poste de chargé de mission pour le développement des écoles de football dans les pays de l'Est.

## Palmarès

### En club
- Vice-champion de France en 1987 avec l'Olympique de Marseille
- Finaliste de la Coupe de France en 1987 avec l'Olympique de Marseille

### En équipe de France
- Champion d'Europe des Nations en 1984

## Famille
Son fils, Xavier Domergue, est journaliste sportif et commentateur de matchs de football sur beIN Sports de 2012 à 2020 et M6 depuis 2020.

## Statistiques

### Joueur
| Saison                | Club                   | Championnat           | Championnat | Championnat | Coupe(s) nationale(s) | Coupe(s) nationale(s) | Compétition(s) continentale(s) | Compétition(s) continentale(s) | Compétition(s) continentale(s) | France | France | Total | Total |
| Saison                | Club                   | Division              | M.          | B.          | M.                    | B.                    | Comp.                          | M.                             | B.                             | M.     | B.     | M.    | B.    |
| 1975-1976             | Girondins de Bordeaux  | Division 1            | 3           | 0           | -                     | -                     | -                              | -                              | -                              | -      | -      | 3     | 0     |
| 1976-1977             | Girondins de Bordeaux  | Division 1            | 8           | 0           | 1                     | 0                     | -                              | -                              | -                              | -      | -      | 9     | 0     |
| 1977-1978             | Girondins de Bordeaux  | Division 1            | 21          | 0           | 5                     | 1                     | -                              | -                              | -                              | -      | -      | 26    | 1     |
| 1978-1979             | Girondins de Bordeaux  | Division 1            | 37          | 3           | 3                     | 0                     | -                              | -                              | -                              | -      | -      | 40    | 3     |
| 1979-1980             | Girondins de Bordeaux  | Division 1            | 38          | 7           | 1                     | 0                     | -                              | -                              | -                              | -      | -      | 39    | 7     |
| Sous-total            | Sous-total             | Sous-total            | 107         | 10          | 10                    | 1                     | -                              | -                              | -                              | -      | -      | 117   | 11    |
| 1980-1981             | Lille OSC              | Division 1            | 36          | 6           | 7                     | 0                     | -                              | -                              | -                              | -      | -      | 43    | 6     |
| 1981-1982             | Lille OSC              | Division 1            | 38          | 2           | 1                     | 0                     | -                              | -                              | -                              | -      | -      | 39    | 2     |
| Sous-total            | Sous-total             | Sous-total            | 74          | 8           | 8                     | 0                     | -                              | -                              | -                              | -      | -      | 82    | 8     |
| 1982-1983             | Olympique lyonnais     | Division 1            | 38          | 8           | 4                     | 1                     | -                              | -                              | -                              | -      | -      | 42    | 9     |
| Sous-total            | Sous-total             | Sous-total            | 38          | 8           | 4                     | 1                     | -                              | -                              | -                              | -      | -      | 42    | 9     |
| 1983-1984             | Toulouse FC            | Division 1            | 38          | 7           | 3                     | 0                     | -                              | -                              | -                              | 6      | 2      | 47    | 9     |
| 1984-1985             | Toulouse FC            | Division 1            | 38          | 3           | 9                     | 3                     | -                              | -                              | -                              | -      | -      | 47    | 6     |
| 1985-1986             | Toulouse FC            | Division 1            | 36          | 7           | 1                     | 0                     | -                              | -                              | -                              | -      | -      | 37    | 7     |
| Sous-total            | Sous-total             | Sous-total            | 112         | 17          | 13                    | 3                     | -                              | -                              | -                              | 6      | 2      | 131   | 22    |
| 1986-1987             | Olympique de Marseille | Division 1            | 38          | 6           | 8                     | 0                     | -                              | -                              | -                              | 3      | 0      | 49    | 6     |
| 1987-1988             | Olympique de Marseille | Division 1            | 35          | 0           | 1                     | 0                     | C2                             | 7                              | 0                              | -      | -      | 43    | 0     |
| Sous-total            | Sous-total             | Sous-total            | 73          | 6           | 9                     | 0                     | -                              | 7                              | 0                              | 3      | 0      | 92    | 6     |
| 1988-1989             | SM Caen                | Division 1            | 38          | 5           | 5                     | 1                     | -                              | -                              | -                              | -      | -      | 43    | 6     |
| 1989-1990             | SM Caen                | Division 1            | 3           | 1           | -                     | -                     | -                              | -                              | -                              | -      | -      | 3     | 1     |
| Sous-total            | Sous-total             | Sous-total            | 41          | 6           | 5                     | 1                     | -                              | -                              | -                              | -      | -      | 46    | 7     |
| Total sur la carrière | Total sur la carrière  | Total sur la carrière | 445         | 55          | 49                    | 6                     | -                              | 7                              | 0                              | 9      | 2      | 510   | 63    |

- 9 sélections et 2 buts en équipe de France[4], avec :
  - 5 matchs et 2 buts lors de la phase finale de l'Euro 1984
  - 2 matchs et 0 but lors des éliminatoires de l'Euro 1988
  - 2 matchs et 0 but lors de rencontres amicales

### Entraîneur
- Le Havre AC : 50 victoires, 45 défaites et 36 matchs nuls (en championnat), soit 38 % de victoires
- Montpellier HSC : 34 victoires, 39 défaites et 31 matchs nuls (en championnat), soit 33 % de victoires[7]